# Waleri Alexejewitsch Muratow

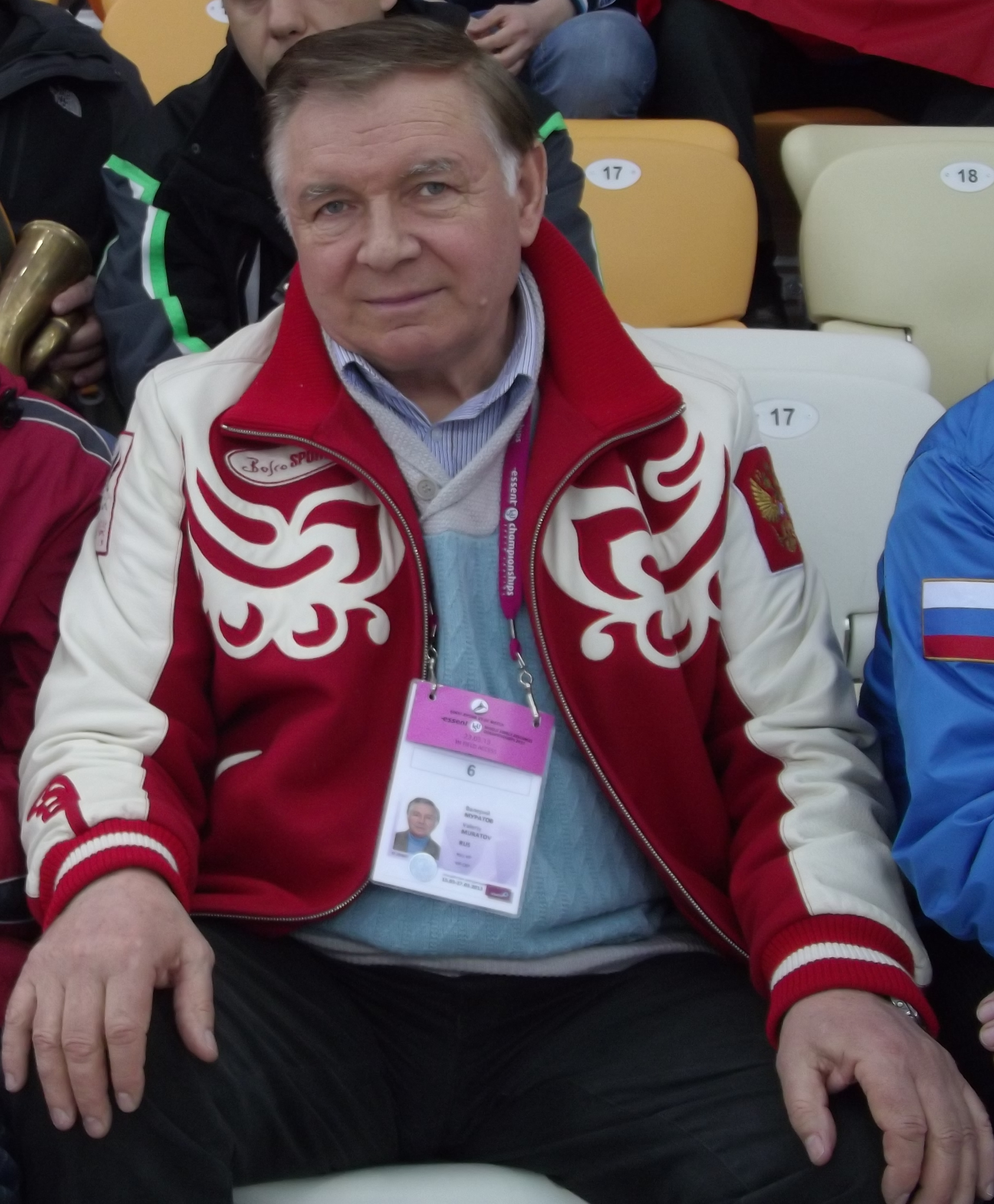
Waleri Muratow 2013 in Sotschi

Waleri Alexejewitsch Muratow (russisch Валерий Алексеевич Муратов; * 1. Mai 1946 in Kolomna) ist ein ehemaliger sowjetischer Eisschnellläufer und russischer Eisschnelllauf-Nationaltrainer.
Er vertrat sein Land bei drei aufeinanderfolgenden Olympischen Winterspiele (1968 in Grenoble, 1972 in Sapporo und 1976 in Innsbruck). Er trainierte in Kolomna im Verein Burewestnik und später beim Armeesportverein.
Muratow begann 1962 mit dem Eisschnelllauf und wurde 1966 Mitglied des Nationalkaders der UdSSR. Er gewann die erste, noch inoffizielle Eisschnelllauf-Sprintweltmeisterschaft 1970 und errang einen weiteren Sieg sowie je einen zweiten und dritten Platz bei nachfolgenden Sprintmeisterschaften bis 1975. Er erreichte nie einen Olympiasieg jedoch eine Bronzemedaille 1972 und jeweils eine Silber- und Bronzemedaille 1976. Er war fünfmaliger Sprint-Landesmeister und verbesserte 1970 dreimal den 500-m-Weltrekord.
Nach seiner aktiven Zeit startete er eine erfolgreiche Trainerkarriere und betreute u. a. Sergei Chlebnikow und Ihar Schaljasouski.